# Aegopsis curvicornis
Aegopsis curvicornis är en skalbaggsart som beskrevs av Hermann Burmeister 1847. Aegopsis curvicornis ingår i släktet Aegopsis och familjen Dynastidae. Inga underarter finns listade i Catalogue of Life.